# Tiago Santos
Tiago Santos (Lisboa, 23 de julho de 2002) é um futebolista português que atua como lateral-direito. Atualmente, joga no Lille em Ligue 1.

## Carreira
Tiago Santos foi formado nas categorias de base do Sporting, onde permaneceu até a contratação do Estoril Praia em janeiro de 2022.
Estreou pela equipe profissional em 19 de agosto de 2023, contra o Rio Ave.
Em 5 de julho de 2023, Santos foi contratado pelo Lille, em França.
No dia 2 de outubro de 2024, Santos jogou como titular em uma vitória por 1–0 contra o Real Madrid na Liga dos Campeões.

## Seleção Nacional
Santos defendeu as seleções inferiores da Seleção Portuguesa.